# Teresa Feodorowna Ries

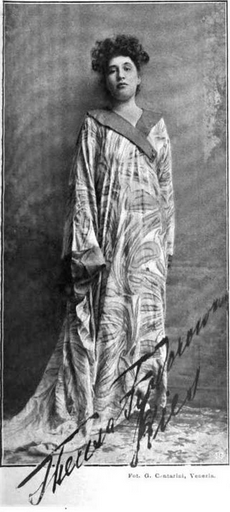
Teresa Feodorowna Ries (1906)

Teresa Feodorowna Ries (* 30. Jänner 1866 in Budapest, Österreich-Ungarn; † 16. Juli 1956 in Lugano) war eine österreichische Bildhauerin und Malerin ungarischer Herkunft. Sie war eine der ersten Bildhauerinnen im Wien des 19. Jahrhunderts, die sich in der von Männern dominierten Bildhauerei einen Namen machen konnte.

## Leben

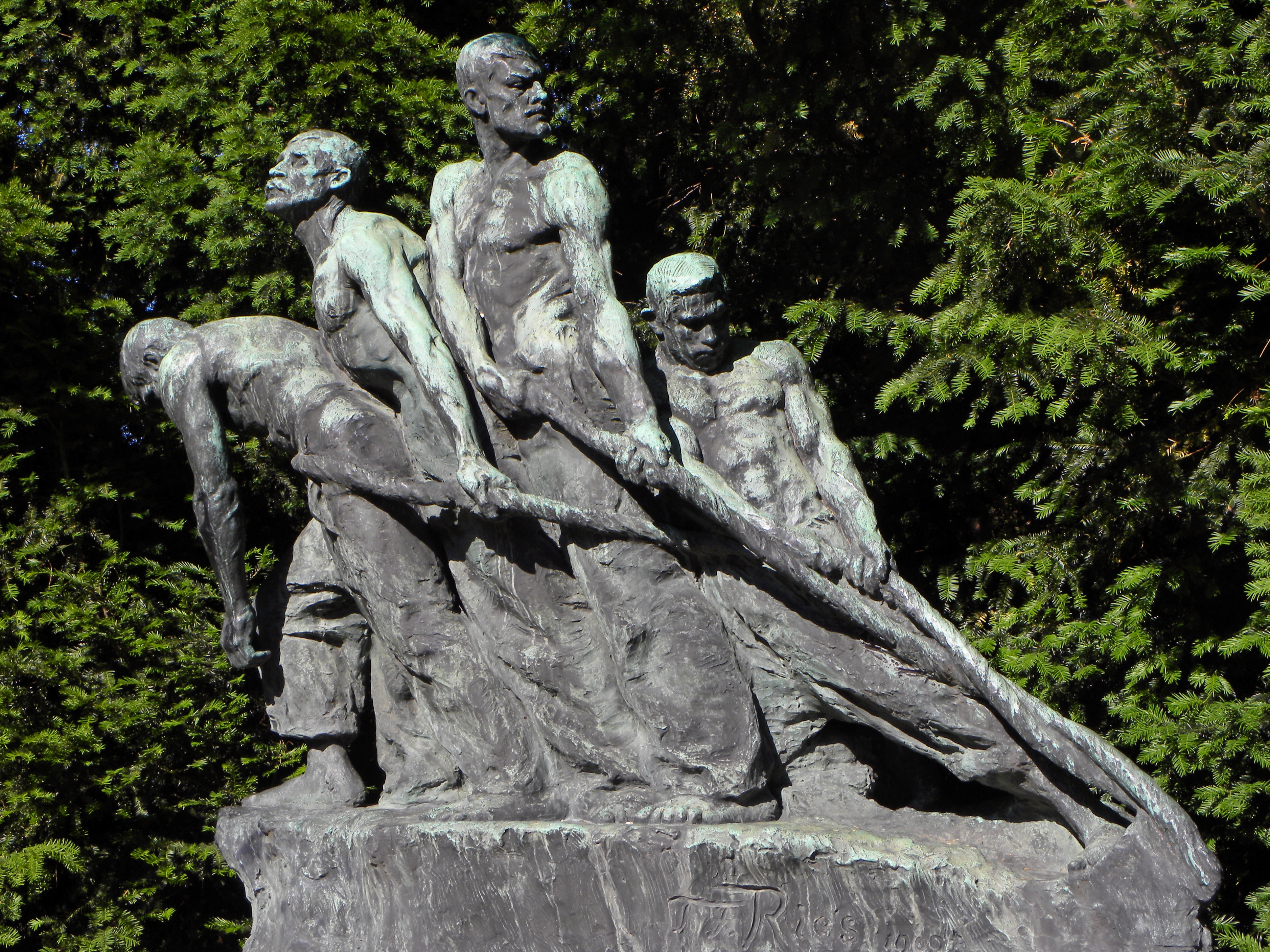
Die Unbesiegbaren, Skulptur im Kongresspark in Wien-Ottakring von 1928

Teresa Ries wurde in Budapest in eine wohlhabende jüdische Familie geboren. Als sie noch klein war, übersiedelte die Familie nach Moskau. Sie studierte zunächst an der Moskauer Kunstakademie, zu der sie auf Grund einer künstlerischen Vorbildung Zutritt erlangte. Später wurde sie mit Schulpreisen überhäuft. Wegen ihres vorlauten Auftretens wurde sie von der Akademie ausgeschlossen. 1885 heiratete sie in Wien – Leopoldstadt den Prager Bierbrauer Ottokar Löwit.
Die Familie übersiedelte 1894 nach Wien, da Ries’ Vater Gutman eine Zweigniederlassung für seine Kosmetika eröffnete. In Wien suchte Ries zunächst nach einem Lehrer, erfuhr jedoch viele Abweisungen, da es unüblich für Frauen war, den Weg der Bildhauerin einschlagen zu wollen. Erst Edmund Hellmer war bereit, ihr Mentor zu werden und sie als Privatschülerin zu unterrichten, nachdem sie ihm eine Fotografie ihrer ersten Skulptur, Die Somnambule, vorzeigen konnte. Hellmer lehrte an der Akademie der bildenden Künste Wien, an der Ries als Frau nicht studieren durfte, sodass sie privat in seinem Atelier von ihm ausgebildet wurde.
Bei der Frühjahrsausstellung 1896 im Künstlerhaus wurde ihre Skulptur Hexe, zur Walpurgisnacht Toilette machend zum Skandal: Zum einen, weil sie als Frau eine Skulptur ausstellte, was im 19. Jahrhundert noch höchst ungewöhnlich war – Frauen wurde im öffentlichen Diskurs jegliche Fähigkeit zum plastischen Denken abgesprochen. Zudem stellte das Sujet der Skulptur einen starken Kontrast zum Klischee des lieblichen, fügsamen „Fräuleins“ dar. Als ungezähmtes und nacktes Geschöpf erregte die Skulptur Bewunderung und Aufmerksamkeit, unter anderem bei Gustav Klimt und Kaiser Franz Joseph I. Ries wurde dadurch schlagartig berühmt.
Klimt war es auch, der Ries einlud, in der Wiener Secession auszustellen. Ihre Werke wurden auf Einladung von Russland und Österreich-Ungarn bei der Weltausstellung Paris 1900 und der Internationalen Frauen-Ausstellung Turin 1911 gezeigt. Der Prinz von Liechtenstein stellte Ries eine große Suite neben seiner Bildergalerie als Arbeitsumgebung zur Verfügung, die sie bei der Eröffnung 1906 als Retrospektive ihrer zehnjährigen Arbeit in Wien nutzte. Diese und andere öffentliche Auftritte brachten ihr den Argwohn von Kritikern wie Karl Kraus ein, der sich darüber beschwerte, Ries würde zu viel Aufmerksamkeit bekommen. Bis heute größere Bekanntheit erhielt sie durch die Schaffung und Dokumentation einer Büste von Mark Twain, der sie während seines Wien-Aufenthaltes um 1898 explizit für diesen Zweck aufsuchte. Ries schuf zahlreiche Plastiken aus Stein, Marmor, Gips und Bronze und nahm sowohl private als auch öffentliche Aufträge an.
Ries war auch an der Gründung der ersten weiblichen Künstlerinnen-Gemeinschaft Wiens, den „Acht Künstlerinnen“, beteiligt. 1928 veröffentlichte Ries ihre Memoiren unter dem Titel Die Sprache des Steins. 1938 wurde ihr Atelier von einer SS-Einheit besetzt, ihre Werke wurden teilweise zerstört. Ries gelang 1941 die Flucht in die Schweiz, nach Lugano, wo sie ihre letzten Lebensjahre verbrachte.